# Луковиця (Черкаський район)
Лу́ковиця — село в Україні, у Черкаському районі Черкаської області, підпорядковане Бобрицькій сільській громаді. Раніше село називалося "Лукавиця" і ця назва за місцевими переказами походить від імені діда Луки, який наприкінці ХVIII був за старшого серед білоруських плотогонів, які сплавляли по Дніпру ліс і вимушені були  тут зимувати. Потім вони залишилися назавжди і заснували село. Докладніше про історію села і місцеві урочища - у книзі "Серед кам'яних гір" Алекса Родіна (повний текст є у вільному доступі в Книгах Гугл).  
Населення села становить 28 осіб (2007).

## Населення

### Мова
Розподіл населення за рідною мовою за даними перепису 2001 року:
| Мова       | Кількість | Відсоток |
| ---------- | --------- | -------- |
| українська | 27        | 96.43%   |
| російська  | 1         | 3.57%    |
| Усього     | 28        | 100%     |

## Світлини

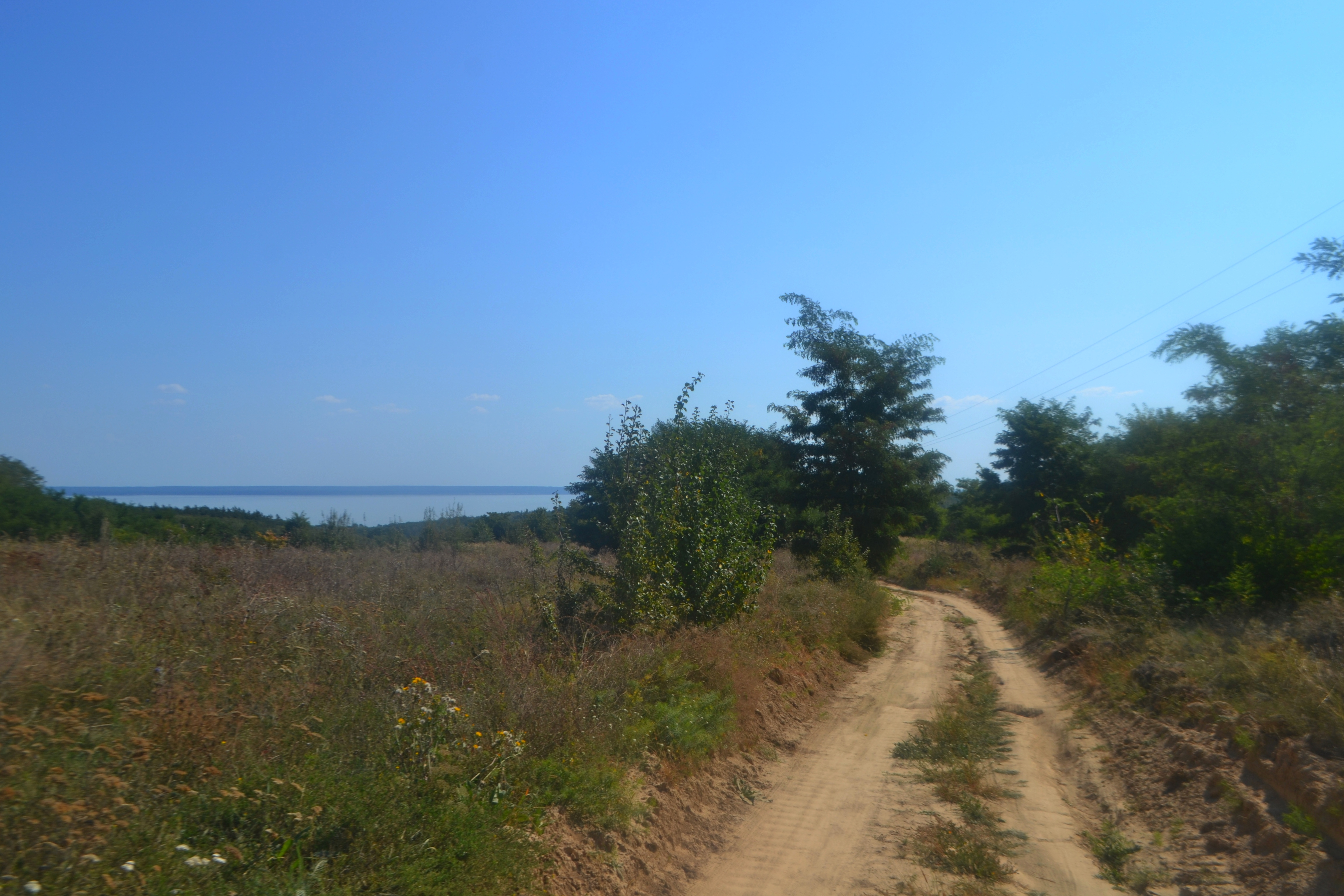
Дорога із урочища Монастирок на село Лукавиця
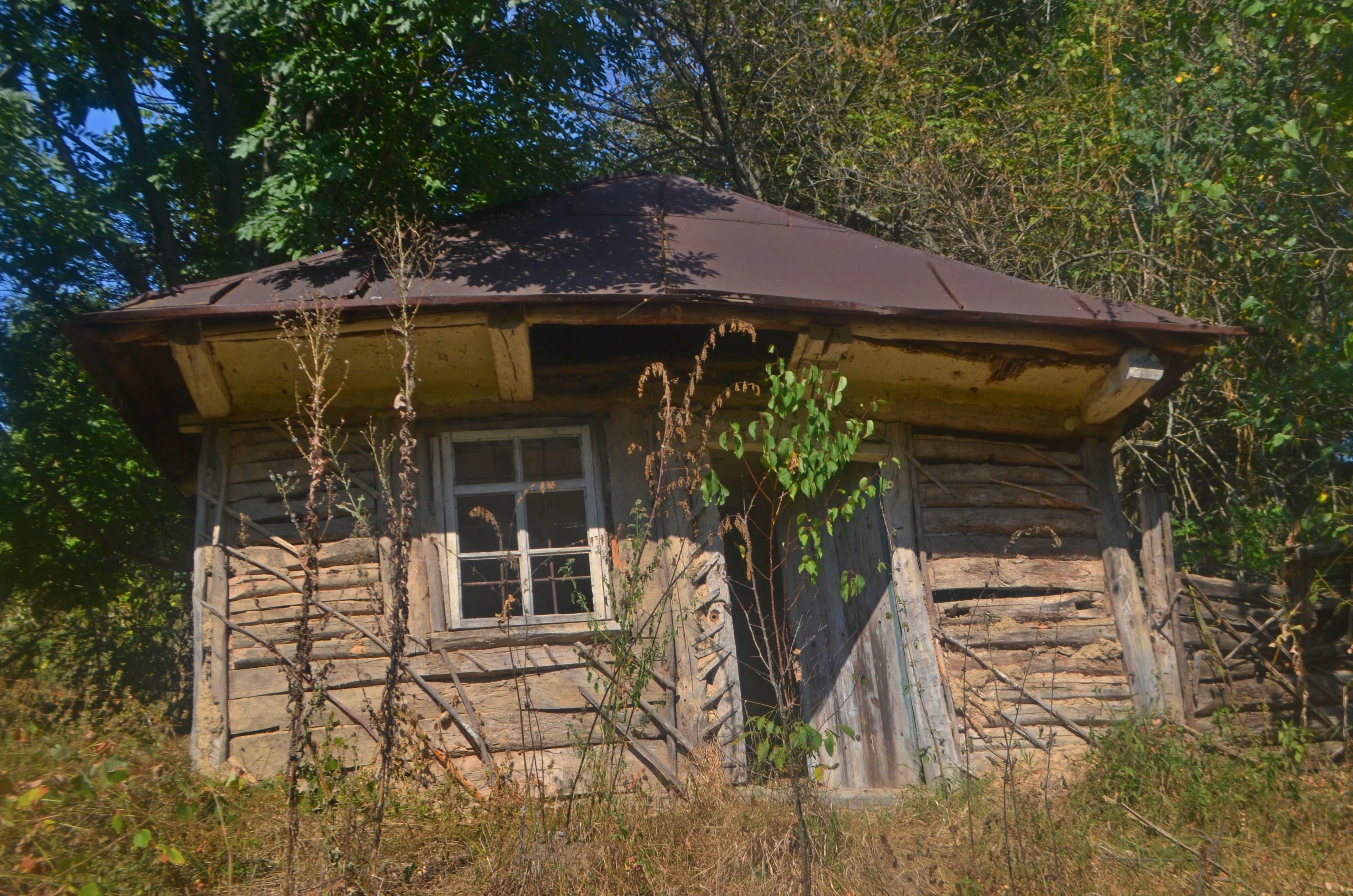
Покинутий старий магазин в с.Лукавиця
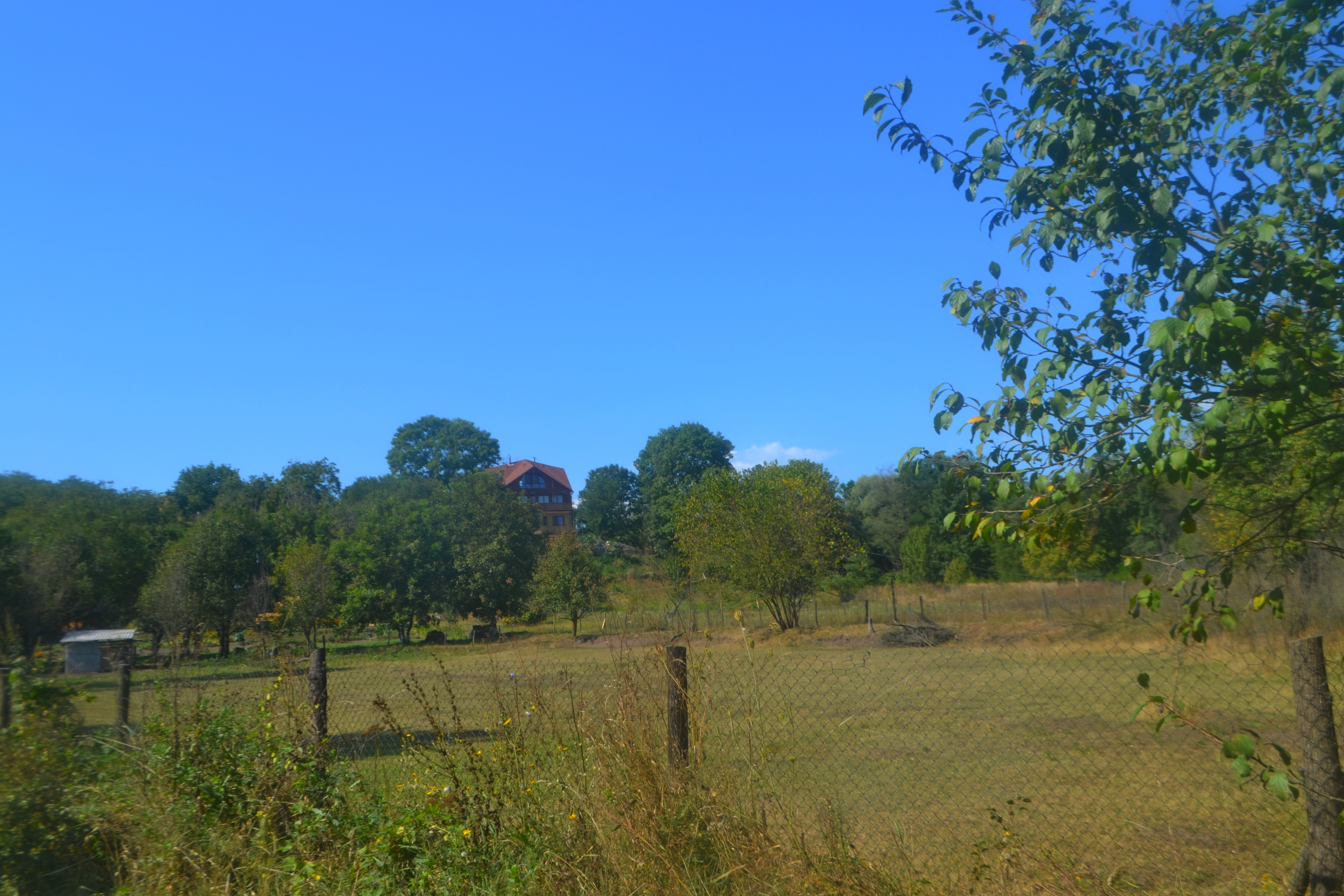
Обійстя в с.Лукавиця
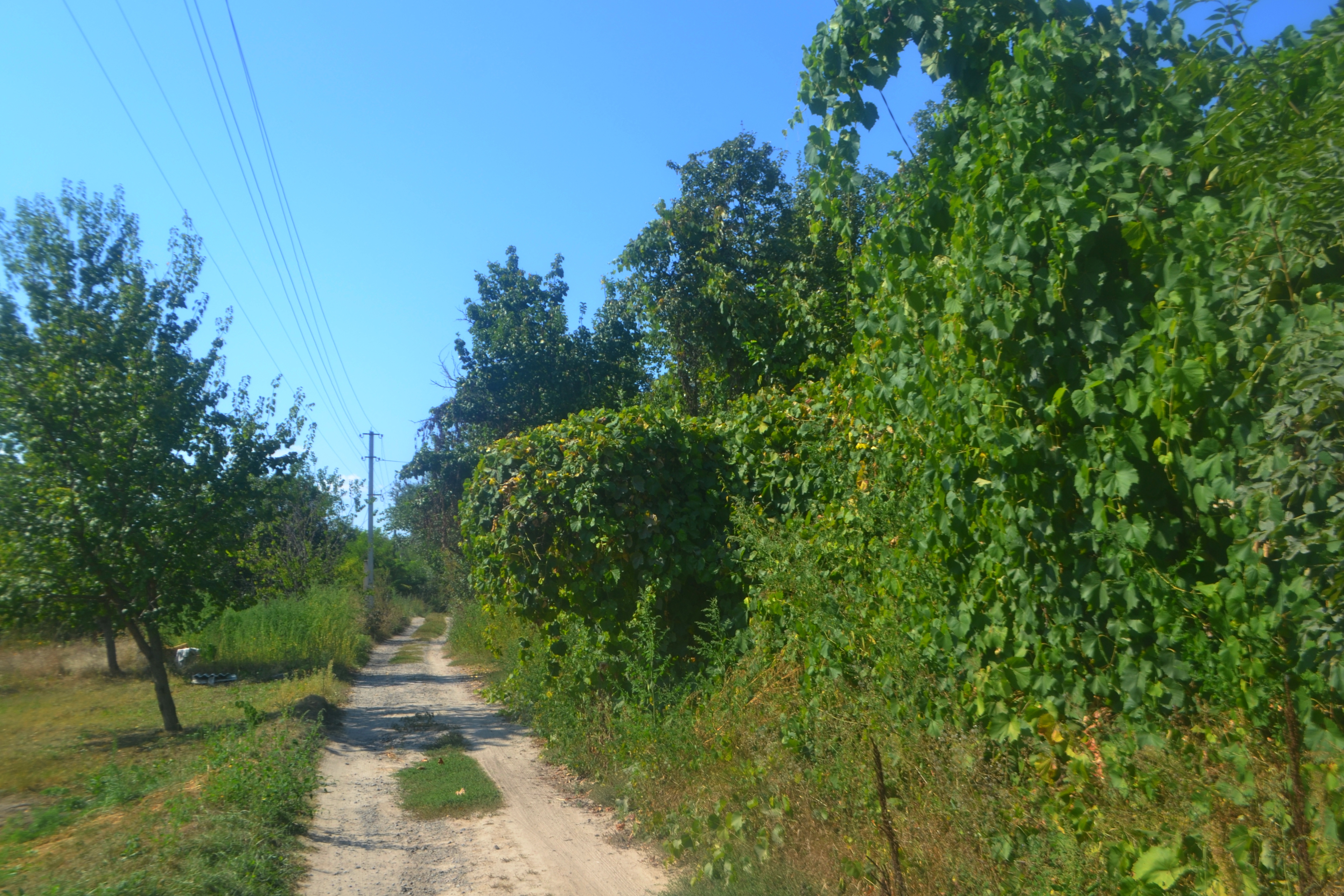
Вулиця в с.Лукавиця
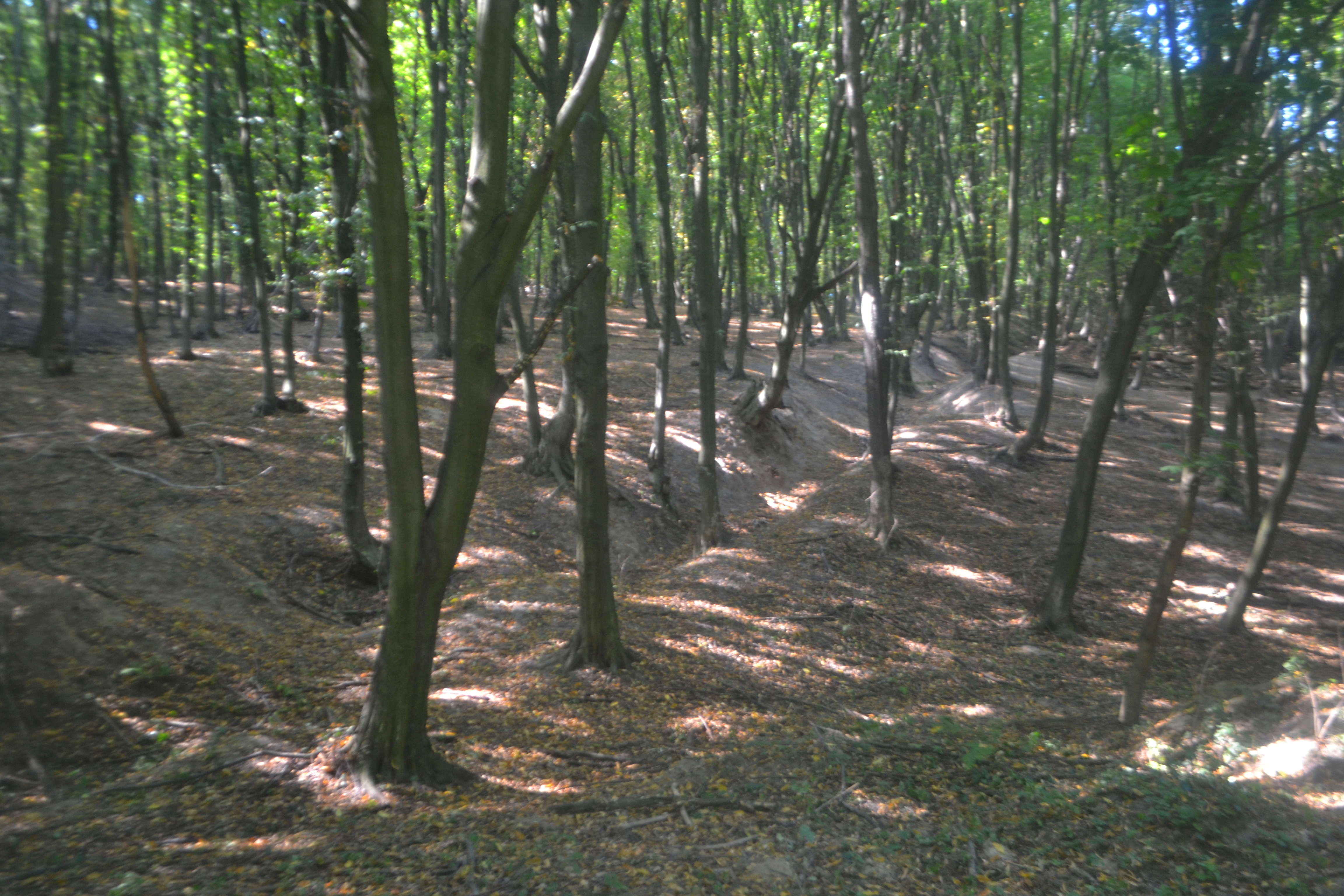
Старий межовий рів в лісі біля с.Лукавиця
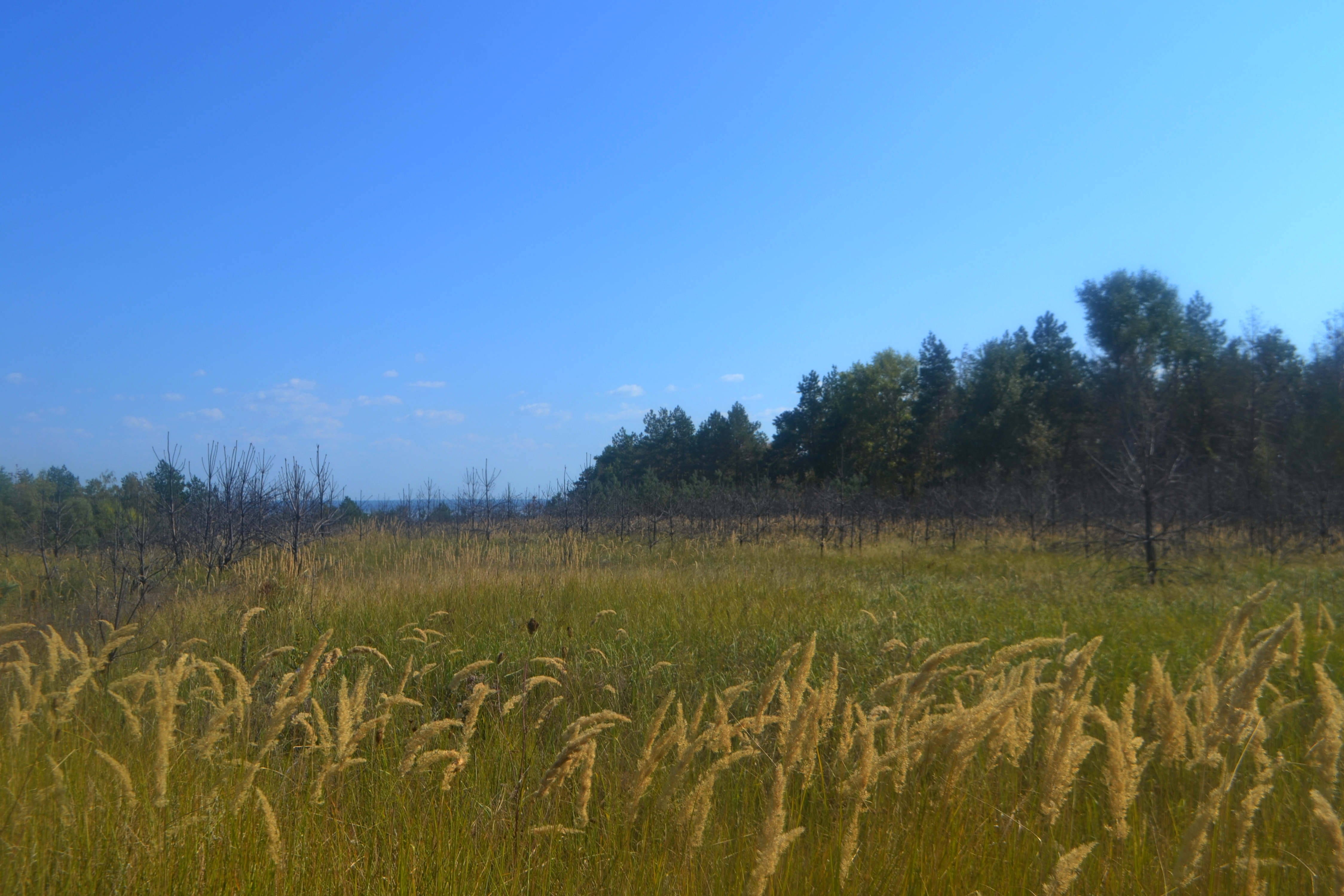
Засохлі сосни поблизу с. Лукавиця
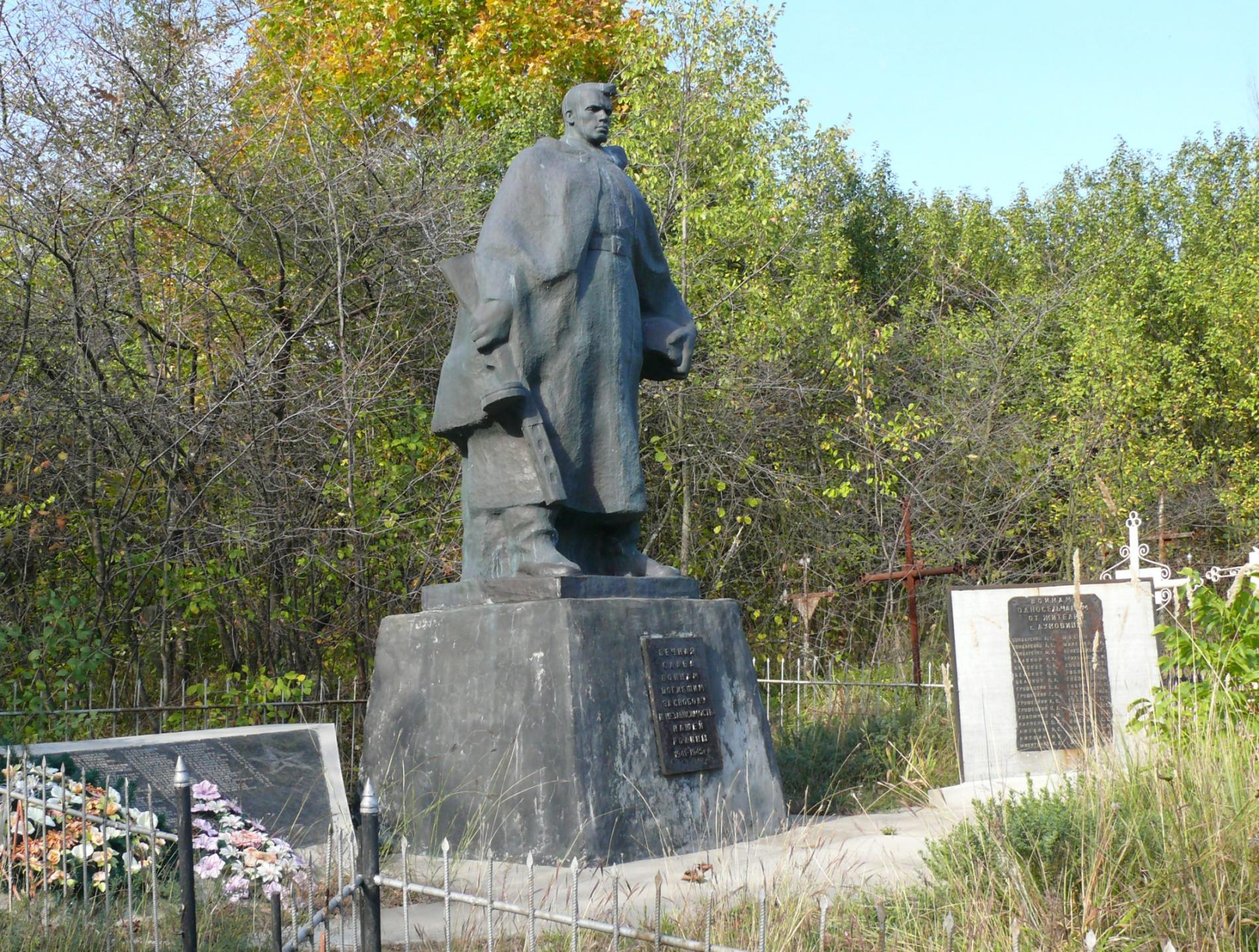
Меморіальний комплекс Братська могила у с. Луковиця Канівського району, командир Адільбеков Г.А.
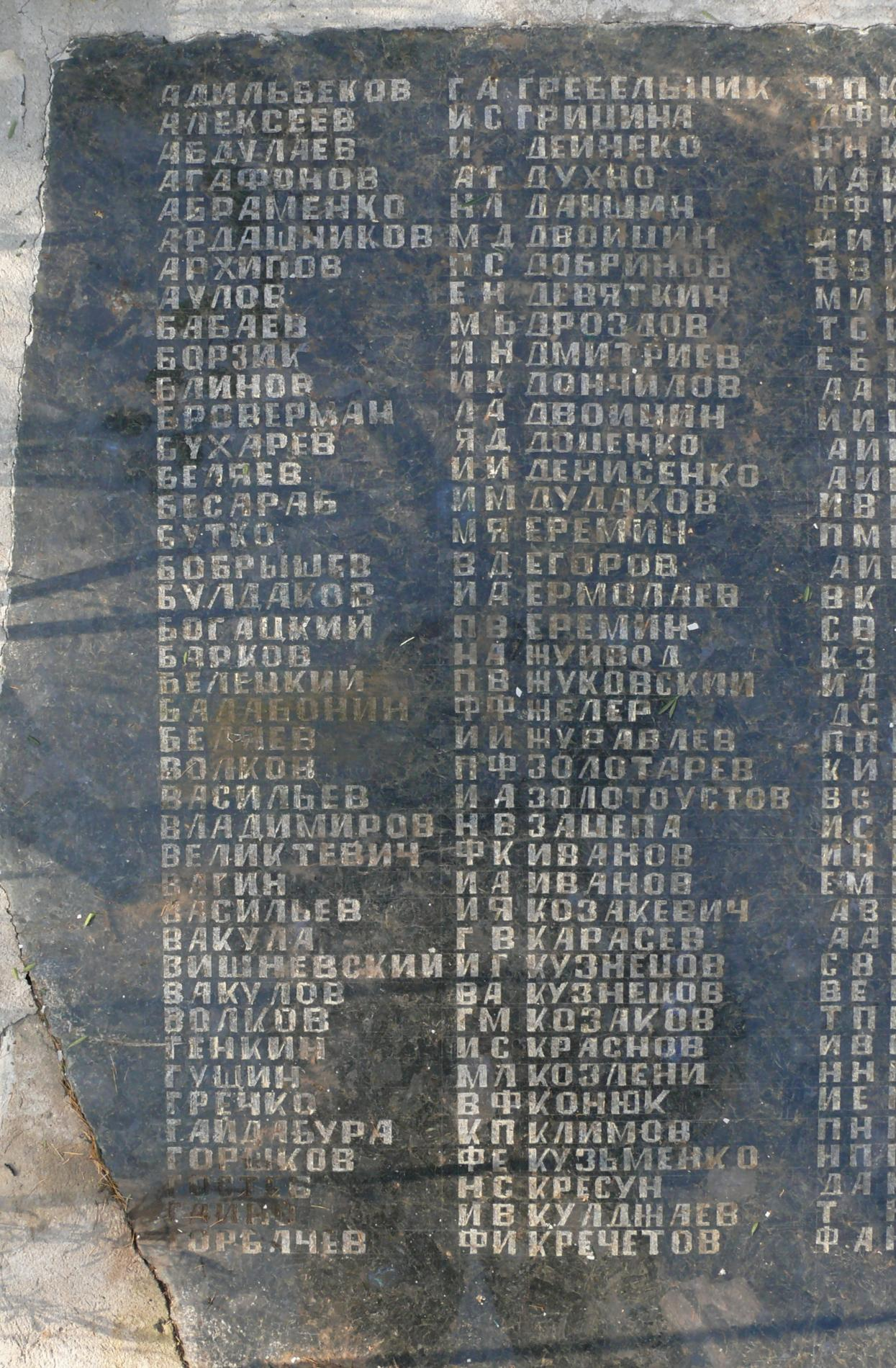
Братська могила у с. Луковиця Канівського району, Адільбеков Галій Адільбекович